# اریکا اسکاربا
اریکا اسکاربا (انگلیسی: Erika Skarbø؛ زادهٔ ۱۲ ژوئن ۱۹۸۷) بازیکن فوتبال اهل نروژ است.